# Gelbfußtinamu

Verbreitungsgebiet des Gelbfußtinamus

Der Gelbfußtinamu (Crypturellus noctivagus), Syn. Tinamus noctivagus ist eine Vogelart aus der Familie der Steißhühner (Tinamidae).
Der Vogel ist endemisch in Brasilien und kommt weit verbreitet im Osten des Landes vor, weiter südlich nahezu ausschließlich in Küstennähe.
Der Lebensraum umfasst Waldgebiete, baumbestandene Savanne, Galeriewald, Dornengestrüpp bis etwas 300 m Höhe.

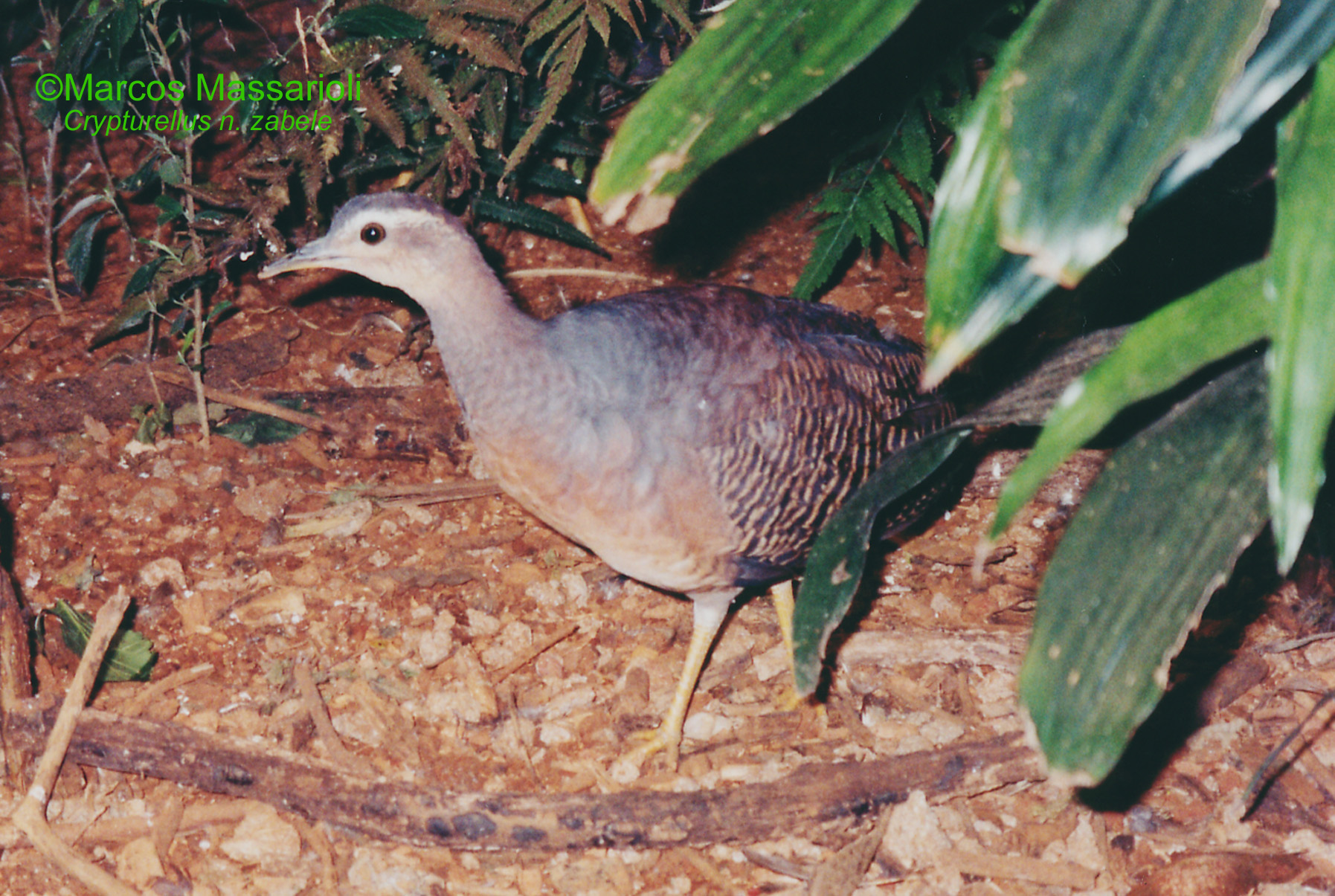
Crypturellus n. zabele

Der Artzusatz kommt von lateinisch nox, noctis ‚Nacht‘ und lateinisch vagare ‚umherstreifen‘.

## Merkmale
Die Art ist 29–32 cm groß, das Männchen wiegt zwischen 533 und 602 g. Die Kopfkappe ist fuchsbraun bis grau, Richtung Nacken und Brust in Schiefergrau übergehend, an den Kopfseiten etwas braun überhaucht. Der Rücken ist grau, manchmal etwas bräunlich oder zimtfarben tingiert und nur angedeutet geschuppt, die Färbung geht weiter hinten in Kastanienbraun über auf den Oberschwanzdecken und ist rotbraun bis schwärzlich gebändert. Die Flügeldecken und inneren Handschwingen sind rotbraun schmalen gelb- bis zimtbraunen Binden. Gesicht und Kopfseiten sind schiefergrau, am Auge etwas heller mit angedeutetem hellgrauen bis blass zimtfarbenem Überaugenstreif. Kinn und Kehle sind weißlich bis hell zimtfarben, die Brust gelb- bis rotbraun oder weinrot. Die übrige Unterseite ist heller gelbbraun bis ockerfarben und rotbrauner Bänderung.
Die Iris ist braun, der Schnabel dunkel grau, an der Basis des Unterschnabels blass gelblich. Die Beine sind fleischfarben bis oliv-gelb.
Die Geschlechter unterscheiden sich nicht. Jungvögel sind auf der Oberseite ausgeprägt gelbbraun gefleckt und haben dunkle Bänderung, die Unterseite ist bräunlich-grau bis ockerfarben und dunkel-brauner Zeichnung.

## Geografische Variation
Es werden folgende Unterarten anerkannt:
- C. n. noctivagus (Wied-Neuwied, 1820), Nominatform – Südostbrasilien (von Minas Gerais bis Rio Grande do Sul)
- C. n. zabele (Spix, 1825), – Tiefland in Nordostbrasilien (Piauí bis Bahia und Minas Gerais), heller am Nacken eventuell mit etwas orange- oder zimtfarbenen Flecken, charakteristischer Überaugenstreif, Kehle weißer, Flügel erscheinen kräftiger gebändert, Brust weniger hell gefiedert, Unterseite eher schlicht gezeichnet

## Stimme
Der Gesang ist während der Brutzeit nahezu den ganzen Tag über zu hören und wird als langsame, etwas klagende Folge 2–4 Laute „a-oo oo-a-oo“ oder „a-oo oo-oo“ beschrieben, der erste am Höchsten und am Lautesten und erinnert etwas an den Ruf des teilweise im gleichen Verbreitungsgebiet vorkommenden Zimttinamu (T. solitarius).

## Lebensweise
Die Art ist vermutlich ein Standvogel. Die Nahrung besteht aus Pflanzensamen, Sprösslingen, Insekten wie Käfer und Ameisen, die meist einzeln, manchmal in kleinen Gruppen auf dem Erdboden gesucht werden. Angeblich treffen sich die Männchen auch an Leks.
Die Brutzeit liegt im November im südlichen Ausbreitungsgebiet, im Mai im nördlichen Teil. Das Nest ist eine flache Vertiefung im Boden, das Gelege besteht aus 3–4 blass blauen Eiern, die über 17 Tage bebrütet werden.

## Gefährdungssituation
Der Bestand gilt als „potentiell gefährdet“ (near threatened) durch Bejagung und Habitatverlust.